# Águas Vivas
Águas Vivas (Portugees) of Augas Bibas (Mirandees) is een plaats (freguesia) in de Portugese gemeente Miranda do Douro en telt 458 inwoners (2001).